# Sollentuna VK
Sollentuna VK est un club suédois de volley-ball fondé en 1960 et basé à Sollentuna, évoluant pour la saison 2020-2021 en Elitserien.

## Palmarès
- Championnat de Suède (19)
  - Vainqueur : 1975, 1976, 1977, 1978, 1979, 1980, 1981, 1982, 1983, 1984, 1985, 1986, 1987, 1988, 1990, 1991, 1992, 1995, 2007.

## Entraîneurs successifs
- 2011-2013  Daniel Glimvert
- 2013-2015  Lars-Göran Eriksson
- 2015-2017  Vladan Ćeremidžić
- 2017-2018  Michael Jestin
- 2018-2020  Niclas Bagelius
- 2020- ...       Alberto Chaparro

## Effectifs

### Saison 2020-2021
| No                                           | Nom                                          | Date de naissance                            | Taille                         | Poids                          | Poste                          |
| -------------------------------------------- | -------------------------------------------- | -------------------------------------------- | ------------------------------ | ------------------------------ | ------------------------------ |
| 1                                            | Emma Laurin                                  | 18 septembre 2001                            | 161                            |                                | Libero                         |
| 4                                            | Fanny Andersson                              | 9 juillet 1996                               | 179                            | 63                             | Passeuse                       |
| 5                                            | Viktoria Nordström                           | 30 septembre 1993                            | 180                            | 70                             | Centrale                       |
| 7                                            | Gabriella Lundvall                           | 26 juin 1994                                 | 169                            | 60                             | Libero                         |
| 8                                            | Sydney Nelson                                | 3 mars 1996                                  | 169                            |                                | Passeuse                       |
| 9                                            | Johanna Wikberg                              | 22 juillet 1992                              | 175                            |                                | Réceptionneuse-attaquante      |
| 10                                           | Hedda Vigren                                 | 29 juillet 2000                              | 177                            |                                | Centrale                       |
| 11                                           | Linnéa Rahm                                  | 22 décembre 1990                             | 180                            |                                | Centrale                       |
| 12                                           | Maria Åkerström                              | 19 janvier 2001                              | 179                            |                                | Centrale                       |
| 14                                           | Linn Karlsson                                | 15 avril 2001                                | 173                            |                                | Réceptionneuse-attaquante      |
| 16                                           | Isabelle Falck                               | 19 janvier 1995                              | 180                            |                                | Réceptionneuse-attaquante      |
| 19                                           | Christina Adamopoulou                        | 28 décembre 2000                             | 178                            |                                | Réceptionneuse-attaquante      |
|                                              |                                              |                                              |                                |                                |                                |
| Encadrement technique                        | Encadrement technique                        |                                              | Légende                        | Légende                        | Légende                        |
| Entraîneur : Alberto Chaparro                | Entraîneur : Alberto Chaparro                | Entraîneur : Alberto Chaparro                | : Capitaine                    | : Capitaine                    | : Capitaine                    |
| Entraîneur(s) adjoint(s) : Matthias Kaufmann | Entraîneur(s) adjoint(s) : Matthias Kaufmann | Entraîneur(s) adjoint(s) : Matthias Kaufmann | : Joueuse blessée actuellement | : Joueuse blessée actuellement | : Joueuse blessée actuellement |